# Drobyševe
Drobyševe (ukrajinsky Дробишеве, rusky Дробышево – Drobyševo) je sídlo městského typu v Doněcké oblasti na Ukrajině. K roku 2011 v něm žilo přes tři tisíce obyvatel.

## Poloha a doprava
Drobyševe leží přibližně sedm kilometrů severozápadně od Lymanu. Od Doněcku, správního střediska oblasti, je vzdáleno přibližně 110 kilometrů severně. Jihozápadně od zástavby prochází železniční trať Charkov – Horlivka, na které je zde nádraží.

## Dějiny
Obec byla založena jako sloboda v roce 1687. Status sídla městského typu má od roku 1938.
Během ruské invaze na Ukrajinu v roce 2022 obsadily obec v květnu ozbrojené síly Ruské federace a ozbrojené síly Ukrajiny ji dobyly zpět 30. září.